# Lycosa poonaensis
Lycosa poonaensis là một loài nhện trong họ Lycosidae.
Loài này thuộc chi Lycosa. Lycosa poonaensis được Benoy Krishna Tikader & A. Malhotra miêu tả năm 1980.